# Sociologie analytique
La sociologie analytique est un courant de sociologie quantitative né dans les années 1990 et promouvant la volonté d'expliquer des phénomènes sociaux par des mécanismes microsociaux, c'est-à-dire à des principes causaux à l'échelle individuelle. Les principales figures de ce courant sont Peter Bearman, Peter Hedström, Michael Macy ou encore Gianluca Manzo, qui s'inspirent eux-mêmes des travaux, notamment, de James Coleman, Jon Elster, Robert Merton, Thomas Schelling et Raymond Boudon.

## Principes
La sociologie analytique émerge en réaction à deux limites de l'analyse sociologique : la dépendance aux approches centrées sur des variables, qui induit un écart entre la réalité sociale et le matériau empirique ; et l'utilisation exclusive de phénomènes macrosociaux pour expliquer d'autres phénomènes macrosociaux. La sociologie analytique se donne ainsi pour but d'expliquer les phénomènes sociaux par des mécanismes sociaux à l'échelle individuelle et par l'utilisation de modèles computationnels,. Elle est en cela très proche de la sociologie mathématique des années 1950 et 1960. Dans le manifeste de la sociologie analytique, Handbook of Analytical Sociology, Peter Bearmen et Peter Hedström établissent les cinq étapes du raisonnement sociologique analytique : «
1. Nous commençons par clairement délimiter un fait social qu'il s'agit d'expliquer
2. Nous formulons différentes hypothèses à partir de mécanismes à l'échelle individuelle
3. Nous traduisons les hypothèses théoriques en modèles computationnels
4. Nous simulons les modèles pour comprendre quel type de faits sociaux est issue des mécanismes à l'échelle individuelle
5. Nous comparons les faits sociaux générés par chaque modèle avec les valeurs effectivement observées. »